# Wilhelm Cymera
Wilhelm Cymera (ur. 5 października 1885, zm. 9 maja 1917) – as lotnictwa niemieckiego Luftstreitkräfte z 5 potwierdzonymi zwycięstwami w I wojnie światowej.
Urodzony w Westfalii Wilhelm Cymera służył w Kampfgeschwader 1 jako Vizefeldwebel. 22 sierpnia 1916 roku pilotując dwumiejscowy samolot Roland D.II został zestrzelony przez angielskiego asa Alberta Balla z 11 eskadry Royal Flying Corps. Cymera przeżył i po przejściu szkolenia na samolotach jednomiejscowych został przydzielony do Jagdstaffel 1. Na początku 1917 roku uzyskał stopień podoficerski. Po odniesieniu 5 potwierdzonych zwycięstw został zestrzelony 9 maja 1917 roku w okolicach Chamouille, we Francji.
Wilhelm Cymera odniósł łącznie 5 zwycięstw powietrznych. 27 grudnia 1916 roku zestrzelił angielskiego asa Johna Bowleya Questeda, który przeżył.